# Выборы в Иране
На национальном уровне в Исламской Республике Иран выбирают главу правительства (президента), законодательный орган (меджлис) и специальный государственный орган, избирающий Высшего руководителя страны (Совет экспертов). Президент избирается народом прямым голосованием на четырёхлетний срок. Парламент, или Исламский консультативный совет, насчитывает 290 членов, также избираемых прямым голосованием на четырёхлетний срок в одномандатных и многомандатных округах. Выборы в Совет экспертов проводятся каждые восемь лет. Также каждые четыре года по всей стране проводятся выборы в городские и сельские советы. Все кандидаты должны быть утверждены Советом стражей конституции, специальным надпарламентским органом власти, примерно аналогичный по функциям конституционному суду.
Возрастной ценз в Иране был самый низкий в мире — 15 лет, но в 2008 году был повышен до 18 лет.
Последние президентские выборы в Иране состоялись в мае 2017 года, одновременно были проведены и последние местные выборы, последние парламентские выборы прошли в феврале—апреле 2016 года, последние выборы в Совет экспертов состоялись в феврале 2016 года.

## Президентские выборы
Президент Ирана, избираемый прямым всенародным голосованием, является высшим должностным лицом после Верховного руководителя Ирана, который действует в качестве главы государства. В отличие от исполнительной власти в других странах, президент Ирана не является главой государства и не имеет полного контроля над чем-либо, находясь в конечном итоге под контролем Верховного руководителя. Статья 115-я Конституции Исламской Республики Иран устанавливает квалификацию кандидатов в президенты. Верховный руководитель Ирана назначает указом президента, избранного народом, и может отстранить его от власти. Президент руководит исполнительной властью в тех сферах которые не отнесены к непосредственному ведению Верховного руководителя. Он подписывает договоры и другие соглашения с другими странами и международными организациями; отвечает за национальные планирование и бюджет, управление и кадры, руководствуясь при этом указами и пожеланиями Верховного руководителя. Президент также назначает министров при условии одобрения Парламента и Верховного руководителя, который может уволить или восстановить любого из министров в любое время, независимо от решения президента или парламента. К полномочиям президента помимо прочего относятся, назначение послов и приём верительных грамот послов других стран, вручение государственных наград.
Свою кандидатуру на пост президента может выдвинуть любой гражданин Ирана, отвечающий требованиям статьи 115-й Конституции Ирана. До участия в выборах допускаются кандидаты утверждённые Советом стражей конституции, состоящим из 12 членов, шести священнослужителей (выбранных Верховным руководителем Ирана) и шести юристов (выбранных парламентом из числа лиц предложенных главой судебной власти Ирана).
Согласно статье 99-й Конституции Ирана Совет стражей конституции осуществляет контроль за выборами, в том числе, президентскими.
| Выборы      | Дата            | Избиратели | Количество голосов | Явка, % | Количество кандидатов | Победитель               | Партия | Количество голосов | Доля, % |
| ----------- | --------------- | ---------- | ------------------ | ------- | --------------------- | ------------------------ | ------ | ------------------ | ------- |
| 1-е выборы  | 25 января 1980  | 20,993,643 | 14,152,907         | 67,41   | 124                   | Абольхасан Банисадр      | Нез.   | 10,709,330         | 75,6    |
| 2-е выборы  | 24 июля 1981    | 22,687,017 | 14,572,493         | 64,24   | 4                     | Мохаммад Али Раджаи      | ИРП    | 12,960,619         | 91,0    |
| 3-е выборы  | 2 октября 1981  | 22,687,017 | 16,847,715         | 74,26   | 4                     | Али Хаменеи              | ИРП    | 16,007,072         | 97,01   |
| 4-е выборы  | 16 августа 1985 | 25,993,802 | 14,238,587         | 54,78   | 3                     | Али Хаменеи              | ИРП    | 12,203,870         | 87,09   |
| 5-е выборы  | 28 июля 1989    | 30,139,598 | 16,452,562         | 54,59   | 2                     | Акбар Хашеми Рафсанджани | АВД    | 15,537,394         | 96,01   |
| 6-е выборы  | 11 июня 1993    | 33,156,055 | 16,796,755         | 50,66   | 4                     | Акбар Хашеми Рафсанджани | АВД    | 10,449,933         | 64,0    |
| 7-е выборы  | 23 мая 1997     | 36,466,487 | 29,145,745         | 79,92   | 4                     | Мохаммад Хатами          | АВД    | 20,078,187         | 69,06   |
| 8-е выборы  | 8 июня 2001     | 42,170,230 | 28,155,969         | 66,77   | 10                    | Мохаммад Хатами          | АВД    | 21,659,053         | 77,01   |
| 9-е выборы  | 17 июня 2005    | 46,786,418 | 27,958,931         | 59,76   | 2                     | Махмуд Ахмадинежад       | ССИИ   | 17,284,782         | 61,69   |
| 10-е выборы | 12 июня 2009    | 46,199,997 | 39,371,214         | 84,83   | 4                     | Махмуд Ахмадинежад       | ССИИ   | 24,592,793         | 62,63   |
| 11-е выборы | 14 июня 2013    | 50,483,192 | 36,821,538         | 72,94   | 6                     | Хассан Рухани            | ПУР    | 18,692,500         | 50,71   |
| 12-е выборы | 19 мая 2017     | 56,410,234 | 41,366,085         | 73,33   | 4                     | Хассан Рухани            | ПУР    | 23,636,652         | 57,14   |
| 13-е выборы | 18 июня 2021    | 59,310,307 | 24,908,917         | 48,48   | 4                     | Раиси, Ибрагим           | АВД    | 18,021,045         | 72,35   |

## Парламентские выборы
Исламский консультативный совет (перс. مجلس شورای اﺳﻼﻣﯽ‎), он же Меджлис (Меджли́с-е шура́-йе ислами́), состоит из избранных народом депутатов и осуществляет законодательную власть. Члены Меджлиса избираются прямым тайным голосованием на четыре года. Численность Меджлиса была определена в 270 человек, но в Конституции предусмотрена возможность, начиная с 1989 года, каждые 10 лет увеличивать количество депутатов на 20 человек. Существуют квоты для национальных и религиозных меньшинств, за которыми зарезервированы пять мест. По одному депутату выбирают зороастрийцы, иудеи, армяне-христиане севера и юга, ассирийцы и халдеи выбираю вместе одного депутата.
Меджлис принимает законы по всем вопросам, если они не противоречать официальной религии или Конституции. Также Меджлис ратифицирует международные договоры и соглашения, может разъяснять и толковать обычное право.
Последние выборы в Меджлис прошли 26 февраля (1-й тур) и 29 апреля (2-й тур) 2016 года, следующие, 11-е по счёту, состоятся 21 февраля 2020 года.
В нынешнем, 10-м счёту, Меджлисе насчитывается 289 депутатов, из них 17 женщин (5,88 %) и 5 представителей меньшинств. С 2008 года иранский парламент возглавляет Али Лариджани.
Ниже приведены сводные данные по выборам в парламент Ирана после Исламской революции.
| Год  | Зарегистрировано избирателей | Проголосовало избирателей | Явка    | Кандидатов | Допущено до выборов | Победитель     | Голоса, % | Места | Всего мест |
| ---- | ---------------------------- | ------------------------- | ------- | ---------- | ------------------- | -------------- | --------- | ----- | ---------- |
| 1980 | 20 758 391 ▬                 | 10 875 969 ▬              | 52,14 ▬ | 3694 ▬     | 1910 ▬              | ИРП            | 31,48 ▬   | 130 ▬ | 270        |
| 1984 | 24 143 498 ▲                 | 15 607 306 ▲              | 64,64 ▲ | 1592 ▼     | 1231 ▼              | ИРП            | н/д       | 130   | 270 ▬      |
| 1988 | 27 986 736 ▲                 | 16 714 281 ▲              | 59,72 ▼ | 1999 ▲     | 1417 ▲              | Левые радикалы | н/д       | н/д   | 270 ▬      |
| 1992 | 32 465 558 ▲                 | 18 767 042 ▲              | 57,71 ▼ | 3233 ▲     | 2741 ▲              | Правые         | 55,6      | 150   | 270 ▬      |
| 1996 | 34 716 000 ▲                 | 24 682 386 ▲              | 71,10 ▲ | 8365 ▲     | 6954 ▲              | Консерваторы   | н/д       | 110   | 270 ▬      |
| 2000 | 38 726 431 ▲                 | 26 082 157 ▲              | 67,35 ▼ | 6853 ▼     | 5742 ▼              | Реформисты     | н/д       | 216   | 290 ▲      |
| 2004 | 46 351 032 ▲                 | 23 734 677 ▼              | 51,21 ▼ | 8172 ▲     | 5450 ▼              | Консерваторы   | н/д       | 196   | 290 ▬      |
| 2008 | 43 824 254 ▼                 | 22 350 254 ▼              | 51 ▼    | 7597 ▼     | 4476 ▼              | Консерваторы   | н/д       | 195   | 290 ▬      |
| 2012 | 48 288 799 ▲                 | 26 472 760 ▲              | 64,2 ▲  | 5405 ▼     | 3444 ▼              | Консерваторы   | 59,7      | 182   | 290 ▬      |
| 2016 | 54 915 024 ▲                 | 34 047 315 ▲              | 62 ▼    | 12 027 ▲   | 10 443 ▲            | Список Надежды | н/д       | 119   | 290 ▬      |

## Выборы в Совет экспертов
Совет экспертов (перс. مجلس خبرگان‎ — Маджли́с-е хебрега́н) — специальный государственный орган, назначающий Высшего руководителя Ирана. Состоит из 88 муджтахидов, избираемых народом прямым и тайным голосованием на восьмилетний срок. Совет собирается на два дня дважды в год.
Согласно конституции Совет экспертов является полноправным избираемым, неназначаемым органом. Из-за большой ответственности в процессе выбора руководителя Совет экспертов обладает независимостью, которой не обладает ни один другой орган, и в соответствии со статьей 108 Конституции имеет право на самостоятельное регулирование, чтобы ни одно учреждение не могло влиять на этот стратегически важный орган власти. У совета всегда есть срочная группа для обсуждения выбора лидера в случае непредвиденных обстоятельств.
В первый раз выборы в Совет экспертов состоялись в 1979 году. Эксперты первого созыва были избраны чтобы разработать и принять конституцию нового государства, Исламской Республики Иран, созданного в результате Исламской революции 1979 года. Вторые выборы, в 1982 году, состоялись уже в соответствии с новой конституцией. С тех пор выборы проходили каждые 8 лет, за исключением выборов Совета седьмого созыва. Выборы 2014 года были отложены для того, чтобы провести их одновременно с выборами в Исламский консультативный совет.
Ниже приведены сводные данные по выборам в парламент Ирана после Исламской революции.
| Год  | Зарегистрировано избирателей | Проголосовало избирателей | Явка    | Кандидатов | Допущено до выборов | Победитель    | Голоса, % | Места | Всего мест |
| ---- | ---------------------------- | ------------------------- | ------- | ---------- | ------------------- | ------------- | --------- | ----- | ---------- |
| 1979 | 20 857 391 ▬                 | 10 784 932 ▬              | 51,7 ▬  | 428 ▬      | 428 ▬               | ИРП           | н/д       | 55    | 73 ▬       |
| 1982 | 23 277 871 ▲                 | 18 013 061 ▲              | 77,38 ▲ | 168 ▼      | 146 ▼               | н/д           | н/д       | н/д   | 82 ▲       |
| 1990 | 31 280 084 ▲                 | 11 602 613 ▼              | 37,09 ▼ | 180 ▼      | 109 ▼               | н/д           | н/д       | 130   | 83 ▲       |
| 1998 | 38 570 597 ▲                 | 17 857 869 ▲              | 46,30 ▲ | 396 ▲      | 167 ▲               | Принципалисты | н/д       | 69    | 86 ▲       |
| 2006 | 46 549 04 ▲                  | 28 321 270 ▲              | 60,84 ▲ | 493 ▲      | 167 ▬               | Принципалисты | н/д       | 68    | 86 ▬       |
| 2016 | 54 915 024 ▲                 | 33 480 548 ▲              | 60,97 ▲ | 801 ▲      | 161 ▼               | Принципалисты | н/д       | 56    | 88 ▲       |

## Местные выборы
Местные советы, в Иране называемые исламскими советами (перс. شوراهای اسلامی‎), — органы местного самоуправления, которые избираются жителями городов и деревень по всему Ирану прямым публичным голосованием на 4 года.
Согласно статье 7 Конституции Ирана, местные советы наряду с Меджлисом (парламентом) являются «основными органами принятия решений и управления страной».
Советы отвечают за выбор мэров, надзор за деятельностью муниципалитетов; изучение социальных, культурных, образовательных, медицинских, экономических и социально-бытовых потребностей своих избирателей; планирование и координацию национального участия в реализации социальных, экономических, конструктивных, культурных, образовательных и других вопросов социального обеспечения.
Местные советы в Иране были созданы вскоре после революции 1979 года и были включены в новую конституцию, получив поддержку как исламистов, которые утверждали, что советы имеют корни в Коране, так и левых, которые рассматривали их как инструменты контроля рабочих. Впрочем, идеи развитого и независимого местного самоуправления в Иране так и не были реализованы. Вместо этого ряд законов, последовавших за революцией, постепенно сузили полномочияместных советов до избрания и отставки мэров, а также утверждения муниципальных бюджетов.
Первые в истории Исламской Республики Иран выборы в городские и сельские советы были проведены только в 1999 году. Во многих крупных городах, в первую очередь, в Тегеране и Исфахане, на выборах победили кандидаты от второго движения «Хордад», коалиции сторонников программ реформ Мохаммада Хатами, избранного президентом в 1997 году. В большинстве сельских районов в советы были избраны независимые кандидаты, что отражало озабоченность сельских избирателей местными проблемами, которые конкурировали с более широкими национальными дебатами по поводу возникающего «гражданского общества». Выборы отличались беспрецедентным присутствием женщин в политике Ирана, женщины составили 5 000 из 300 000 кандидатов, при этом в 109 городах 114 женщин заняли первое или второе место.
В 2003 году, согласно данным Инициативы неправительственных организаций Ирана, спонсируемой правительством Ирана, из более чем 700 городских советов по всей стране 177 имели в своём составе по крайней мере одну женщину.
Последние местные выборы состоялись 19 мая 2017 года, следующие должны пройти в 2021 году.

### Комментарии
1. ↑  Имеются расхождения в разных источниках. Газета Ettela'at назвала победителем Великую коалицию во главе с ИРП (85 мест),[36] по данным исследователя Р. С. Тапара выборы выиграла ИРП (130),[37] по версии Эрванда Абрахамяна ИРП получила 120 мест,[38] немецкие учёные во главе с Дитером Ноленом пишут, что ИРП завоевала 85 мест, а её союзники 45 мест[39]
2. ↑  Имеются расхождения в разных источниках. Немецкие учёные во главе с Дитером Ноленом пишут, что Ассоциация воинствующего духовенства и её союзники завоевали 150 мест,[39] в то время как Ясмин Алем утверждате, что левые проиграли выборы. получив 40 мест против 40 у консерваторов.[44]
3. ↑  Несмотря на рост населения Ирана по сравнению с предыдущими выборами, число избирателей, имеющих право голоса, уменьшилось. Это было связано с тем, что возраст для голосования был повышен с 15 до 18 лет.[50] МВД Ирана заявило, что право голоса имеют около 43,8 миллионов иранцев, в то время как согласно официальным результатам переписи населения 2006 года, проведённой подразделением министерства «Статистический центр Ирана» (перс. مرکز آمار ایران‎), численность населения старше 18 лет было намного больше, около 47,6 миллиона. Это привело к обвинениям в адрес иранских властей в «манипулировании».[51][52][53][54]
4. ↑  Официальная явка избирателей по данным, объявленным МВД Ирана, составила 64,2 %. В то же время внимание наблюдатели и аналитики оценивают явкв избирателей в 54,6 % или 54,8 %. Они также оспаривают количество зарегистрированных избирателей.[58][59]